# Таблиця пілотованих польотів за американською програмою «Аполлон»
| №  | Астронавти                                     | Дата і час запуску та повернення на Землю, тривалість польоту, ч:м:с | Задачі та результати польоту | Дата і час посадки та старту з Місяця     | Час перебування на Місяці / сумарний час виходів на місячну поверхню | Маса доставленого місячного ґрунту, кг |
| -- | ---------------------------------------------- | -------------------------------------------------------------------- | --- | ----------------------------------------- | -------------------------------------------------------------------- | -------------------------------------- |
| 7  | Волтер Ширра, Донн Ейсел, Волтер Каннінгем     | 11.10.1968 15:02:45 — 22.10.1968 11:11:48 / 260:09:03                | Перші випробовування корабля «Аполлон» на навколоземній орбіті                                                                                  | —                                         | —                                                                    | —                                      |
| 8  | Френк Борман, Джеймс Ловелл, Вільям Андерс     | 21.12.1968 12:51:00 — 27.12.1968 15:51:42 / 147:00:42                | Перший пілотований обліт Місяця, вхід в атмосферу з другою космічною швидкістю                                                                  | —                                         | —                                                                    | —                                      |
| 9  | Джеймс Макдівітт, Девід Скотт, Рассел Швайкарт | 03.03.1969 16:00:00 — 13.03.1969 17:00:54 / 241:00:54                | Випробовування основного і місячного кораблів на навколоземній орбіті, відпрацювання перебудови відсіків                                        | —                                         | —                                                                    | —                                      |
| 10 | Томас Стаффорд, Юджин Сернан, Джон Янг         | 18.05.1969 16:49:00 — 26.05.1969 16:52:23 / 192:03:23                | Випробовування основного і місячного кораблів на навколомісячній орбіті, відпрацювання перебудови відсіків і маневрів на навколомісячній орбіті | —                                         | —                                                                    | —                                      |
| 11 | Ніл Армстронг, Базз Олдрін, Майкл Коллінз      | 16.07.1969 13:32:00 — 24.07.1969 16:50:35 / 195:18:35                | Перша висадка на Місяць | 20.07.1969 20:17:40 — 21.07.1969 17:54:01 | 21 год 36 хв / 2 год 32 хв                                           | 21,7                                   |
| 12 | Чарльз Конрад, Алан Бін, Річард Гордон         | 14.11.1969 16:22:00 — 24.11.1969 20:58:24 / 244:36:24                | Друга висадка на Місяць. | 19.11.1969 06:54:35 - 20.11.1969 14:25:47 | 31 год 31 хв / 7 год 45 хв                                           | 34,4                                   |
| 13 | Джеймс Ловелл, Джон Суіджерт, Фред Хейс        | 11.04.1970 19:13:00 — 17.04.1970 18:07:41 / 142:54:41                | Висадка на Місяць не відбулася внаслідок аварії корабля. Обліт Місяця і повернення на Землю.                                                    | —                                         | —                                                                    | —                                      |
| 14 | Алан Шепард, Едгар Мітчелл, Стюарт Руса        | 01.02.1971 21:03:02 — 10.02.1971 21:05:00 / 216:01:58                | Третя висадка на Місяць. | 05.02.1971 09:18:11 — 06.02.1971 18:48:42 | 33 год 31 хв / 9 год 23 хв                                           | 42,9                                   |
| 15 | Девід Скотт, Джеймс ІрвІн, Елфрід Ворден       | 26.07.1971 13:34:00 — 07.08.1971 20:45:53 / 295:11:53                | Четверта висадка на Місяць | 30.07.1971 22:16:29 — 02.08.1971 17:11:22 | 66 год 55 хв / 18 год 35 хв                                          | 76,8                                   |
| 16 | Джон Янг, Чарльз Дюк, Кен Маттінглі            | 16.04.1972 17:54:00 — 27.04.1972 19:45:05 / 265:51:05                | П'ята висадка на Місяць | 21.04.1972 02:23:35 — 24.04.1972 01:25:48 | 71 год 2 хв / 20 год 14 хв                                           | 94,7                                   |
| 17 | Юджин Сернан, Гаррісон Шмітт, Рональд Еванс    | 07.12.1972 05:33:00 — 19.12.1972 19:24:59 / 301:51:59                | Шоста висадка на Місяць | 11.12.1972 19:54:57 — 14.12.1972 22:54:37 | 75 год 00 хв / 22 год 04 хв                                          | 110,5                                  |

## Зауваги
- Час старту і посадки подано за Гринвічем.
- Прізвища астронавтів, що були на Місяці виділено жирним шрифтом, а прізвища астронавтів, які здійснили обліт Місяця — курсивом.